# Saint-Priest (Creuse)
Saint-Priest település Franciaországban, Creuse megyében. Lakosainak száma 150 fő (2022. január 1.). Saint-Priest Le Chauchet, Mainsat, Peyrat-la-Nonière, Sannat, La Serre-Bussière-Vieille és Tardes községekkel határos.

## Népesség
A település népessége az elmúlt években az alábbi módon változott:
| Lakosok száma | 351  | 258  | 230  | 177  | 160  | 160  | 165  | 155  | 150  | 150  |
|               | 1968 | 1982 | 1990 | 2006 | 2013 | 2015 | 2017 | 2019 | 2020 | 2022 |